# Manchester City FC
Manchester City Football Club is een Engelse voetbalclub uit Manchester, opgericht in 1880 als West Gorton Saint Marks. In 1887 werd de naam veranderd in Ardwick Football Club en in 1894 nam het de huidige naam aan. De club speelt zijn thuiswedstrijden in het Etihad Stadium in Oost-Manchester.

## Geschiedenis

### Ontstaan
Leden van de St. Mark's Church of England in Manchester richtte in 1880 de club Weston Gorton Saint Mark op, die later bekend zou worden als Manchester City Football Club. Twee kerkvoogden probeerden het geweld en het alcoholisme van lokale bendes te beteugelen door nieuwe activiteiten voor lokale mannen op te zetten, terwijl Oost-Manchester werd geteisterd door hoge werkloosheid. Alle mannen, zowel gelovig als ongelovig, mochten zich aansluiten bij Weston Gorton Saint Mark.
De eerste geregistreerde wedstrijd van de club werd gespeeld op 13 november 1880 tegen een team uit Macclesfield en ging met 2-1 verloren. In haar debuutseizoen wist de club slechts één wedstrijd te winnen.
In 1887 verhuisde de club naar het nieuwe stadion Hyde Road in Ardwick, ook in het oosten van Manchester, en werd de club omgedoopt in Ardwick Football Club. Met ingang van het seizoen 1891/92 sloot Ardwick zich aan bij de Football Alliance, de tegenhanger van de English Football League. Deze ging een jaar later op in de Football League waarna de club ging deelnemen aan de Second Division. Vanwege financiële problemen werd de club gereorganiseerd en werd daarbij de naam veranderd in Manchester City Football Club.
In 1896 werd de club vicekampioen achter Liverpool, maar lukte het niet te promoveren. Drie jaar later, met het behalen van het kampioenschap in de Second Division, lukte het Manchester City wel te promoveren naar het hoogste niveau. Na drie seizoenen in de First Division, waarin het geen grote successen haalde, degradeerde de club om een jaar later alweer terug te keren.
Bij herintrede werd de club vicekampioen achter Sheffield Wednesday en versloeg het Bolton Wanderers met 1-0 in het stadion van Crystal Palace in de finale van de FA Cup. Hiermee behaalde Manchester City dus haar eerste succes op het hoogste niveau. De club wist in de jaren die volgden nog enkele goede resultaten te behalen, maar daalde in 1909 weer af naar de Second Division. Ook ditmaal kon de club na een seizoen weer terugkeren. In de First Division haalde Manchester City middelmatige resultaten tot de competitie werd stilgelegd vanwege de Eerste Wereldoorlog. In het laatste seizoen voor de oorlog werd de club vijfde.

### Verbeterende resultaten
Na de Eerste Wereldoorlog ging de club met hetzelfde elan verder en behaalde het goede resultaten. Zo werd in 1921 de tweede plaats behaald achter landskampioen Burnley. Een jaar eerder, in 1920, werd de hoofdtribune vernield door een brand, waardoor de club in 1923 verhuisde naar het nieuwe stadion Maine Road. Na de goede noteringen in de competitie ging het bergafwaarts tot een nieuwe degradatie volgde in 1926.
Deze keer duurde het twee seizoenen vooraleer City zich weer bij de elite kon voegen. In de jaren dertig behaalde de club twee FA Cup-finales op rij. In 1933 werd deze verloren van Everton, maar een jaar later was het Manchester City dat met het zilverwerk naar huis ging nadat het Portsmouth had verslagen.
In 1936/37 werden The Citizens voor het eerst in haar bestaan kampioen van Engeland door met drie punten meer te eindigen dan Charlton Athletic. Het succes kon echter niet worden voortgezet en er volgde zelfs een anticlimax door het volgende seizoen te degraderen. Opmerkelijk genoeg tekende Manchester City, als degradant, voor de meeste gescoorde doelpunten in de First Division dat seizoen; 80.
Bij de terugkeer in de Second Division eindige Manchester City in de subtop van de ranglijst. In 1939 werd de competitie vroegtijdig stilgelegd door het uitbreken van de Tweede Wereldoorlog. Tijdens de oorlog werden er enkel regionale competities gespeeld.

### Naoorlogse periode
Nadat het voetbal was hervat toen de Tweede Wereldoorlog tot een goed einde was gebracht werd de club meteen kampioen in de Second Division en promoveerde het dus weer. Ook ditmaal was het verblijf in de elite competitie van Engeland geen lang leven beschoren, want na twee seizoenen in de top tien te zijn geëindigd degradeerde de club opnieuw in 1950.
Na een seizoen keerde Manchester City terug en vocht het enkele seizoen tegen degradatie. In het seizoen 1954/55 kende de club een opleving. Zo eindigde het als zevende in de competitie en bereikte het de FA Cup-finale. Newcastle United was hierin te sterk. Het daaropvolgende seizoen verbeterde Manchester City haar competitieresultaten door als vierde te eindigen en bereikte het wederom de FA Cup-finale. Deze finale, die de club met 3-1 won van Birmingham City, is een van de opvallendste in de clubgeschiedenis, omdat doelman Bert Trautmann een kwartier voor het einde een nekwervel brak na een botsing en gewoon verder speelde zonder te weten wat er aan de hand was.
Vervolgens eindigde de club weer seizoenen achter elkaar in het rechterrijtje met als diepte punt een nieuwe degradatie in 1963. Ook een niveau lager wist de club aanvankelijk niet de gewenste resultaten te behalen, waardoor een nieuwe promotie naar de First Division op zich liet wachten tot 1966. Tijdens deze seizoenen lieten de toeschouwers het ook afweten, waarbij in januari 1965 een laagterecord werd neergezet. Tegen Swindon Town kwamen er slechts 8.015 toeschouwers kijken.

### Succesjaren
Nadat de terugkeer eindigde in een matige vijftiende plaats streed Manchester City een jaar later mee om het kampioenschap tegen regerend kampioen en aartsrivaal Manchester United. City won de titel met twee punten voorsprong op de buurman en mocht daardoor voor het eerst Europees voetbal spelen in het daaropvolgende seizoen. Het Turkse Fenerbahçe maakte er echter al snel een eind aan. Ook in de nationale competitie liep het niet vlot en werd het slechts dertiende. Troostprijs dat jaar was een nieuwe FA Cup-overwinning en dus een nieuw Europees avontuur.
Athletic Bilbao, Lierse, Académica en Schalke werden achtereenvolgens opzij gezet en in de finale van de Europacup II won City van het Poolse Górnik Zabrze. Zo werd de club in 1969 de tweede ploeg die een nationale en internationale beker won in hetzelfde seizoen, want de club legde dat seizoen ook beslag op de League Cup. Een prijs die in 1976 opnieuw werd veroverd.
In 1974 mocht de club op de laatste speeldag van het seizoen de genadeslag geven aan Manchester United door uitgerekend een goal van oud-speler Denis Law met 1-0 te winnen, waardoor degradatie voor United volgde.

### Donkere jaren
De jaren tachtig luidde een minder goede periode in. Nadat de club in 1977 en 1978 nog als tweede en vierde eindigde kwam het in de jaren daarna niet verder dan de tiende plaats. In 1983 volgde dan ook een nieuwe degradatie naar de Second Division. Ditmaal duurde het twee jaar voordat het terugkeerde op het hoogste niveau, maar daar kwam na twee seizoenen weer een einde aan. In 1989 keerde Manchester City als runner-up terug in de First Division.
De jaren negentig begonnen beter met een vijfde plaats in 1991 en 1992 onder leiding van trainer Peter Reid. Nadat Reid was vertrokken namen de resultaten van de club af.
In 1992 was Manchester City medeoprichter van de Premier League die de First Division zou vervangen als hoogste klasse. In die nieuwe competitie speelde het geen rol van belang en degradeerde het al snel, waarna het zelfs nog eens degradeerde, waardoor het in 1998/99 uit kwam op het derde niveau in het Engelse voetbal.
In het eerste seizoen werd de club derde en kon het via de play-offs promoveren. Hoe ver Premier League-voetbal ook klonk in 1998 toen de club degradeerde naar het derde niveau, zo dichtbij was het toen het nieuwe millennium ingeluid werd en de club als vicekampioen op het tweede niveau zich weer bij de top van het Engelse voetbal schaarde. Met de doelpunten van de Bermudaanse aanvaller Shaun Goater leek een heropstanding ingeluid, maar de twee promoties op rij waren echter wat te veel geweest voor de club die meteen weer degradeerde.
Na een seizoen op het tweede niveau keerde het als kampioen van die klasse weer terug in de Premier League, waarin het als negende zou eindigen en daarmee Europees voetbal veiligstelde. In de jaren die volgden groeide Manchester City langzaam aan uit tot een stabiele factor op het hoogste niveau door veelal in de middenmoot te eindigen.

### Nieuwe eigenaar

#### Thaksin Shinawatra
In de zomer van 2007 werd bekend dat Manchester City, in navolging van andere Engelse clubs, werd overgenomen door een miljardair. De Thaise Thaksin Shinawatra nam voor 81,6 miljoen pond tachtig procent van de aandelen van de club over. Hij pompte enkele miljoenen in de selectie wat ervoor zorgde dat de nieuwe trainer, Sven-Göran Eriksson, acht nieuwe spelers kon kopen, waaronder Rolando Bianchi en Vedran Ćorluka. Het leverde echter geen grote resultaten op, want de club eindigde dat seizoen als negende in de Premier League.

#### Sheikh Mansour Al Nahyan

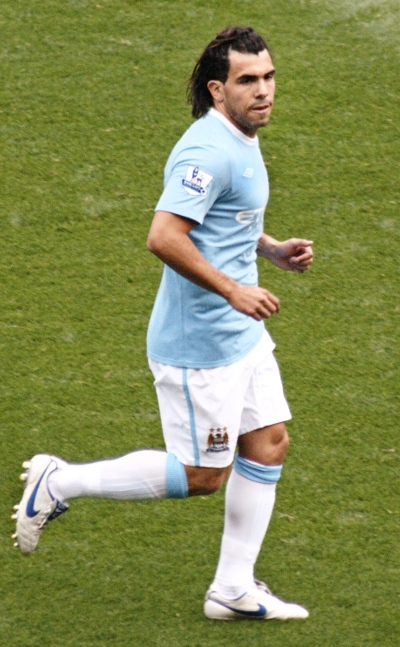
Onder andere Carlos Tévez kwam Manchester City versterken. Hij kwam van de aartsrivaal Manchester United.

In 2008, slecht een jaar na de overname door Shinawatra, werd de club gekocht door de Abu Dhabi United Group dat voor 185 miljoen een meerderheidsbelang kocht. Het vermogen van de familie Al Nahyan, een van de investeerders, werd geschat op 32 miljard euro, waardoor The Citizens in één klap de rijkste club ter wereld werd.
Eén van de motieven van de investeerders was het promoten van Abu Dhabi op sportief en cultureel gebied. De eerste grote aankoop die Manchester City na de nieuwe overname deed was Robinho, die voor 42 miljoen euro werd overgenomen van Real Madrid. Daarnaast werd ook Vincent Kompany aangetrokken. De Belg kwam over van Hamburger SV voor 8 miljoen euro en zou later uitgroeien tot captain van het elftal. Ook in de jaren erna volgden er grote aankopen, zoals Carlos Tévez, Kolo Touré, Patrick Vieira, David Silva en Sergio Agüero.
Tijdens de zomers van 2011, 2012 en 2013 werd er bijna 273 miljoen pond aan nieuwe spelers uitgegeven. Ook werd er een hypermodern trainingscomplex ter waarde van 200 miljoen pond gebouwd, vooral bedoeld voor de jeugdopleiding. 
Omdat de club de Financial Fair Play-regels van de FIFA niet nakwam, kreeg City een boete van 60 miljoen pond en een salarisplafond opgelegd van de wereldvoetbalbond. Tevens mocht de club vanaf seizoen 2014/15 maximaal 21 spelers inschrijven voor de Champions League.

### Gloriejaren

#### Roberto Mancini

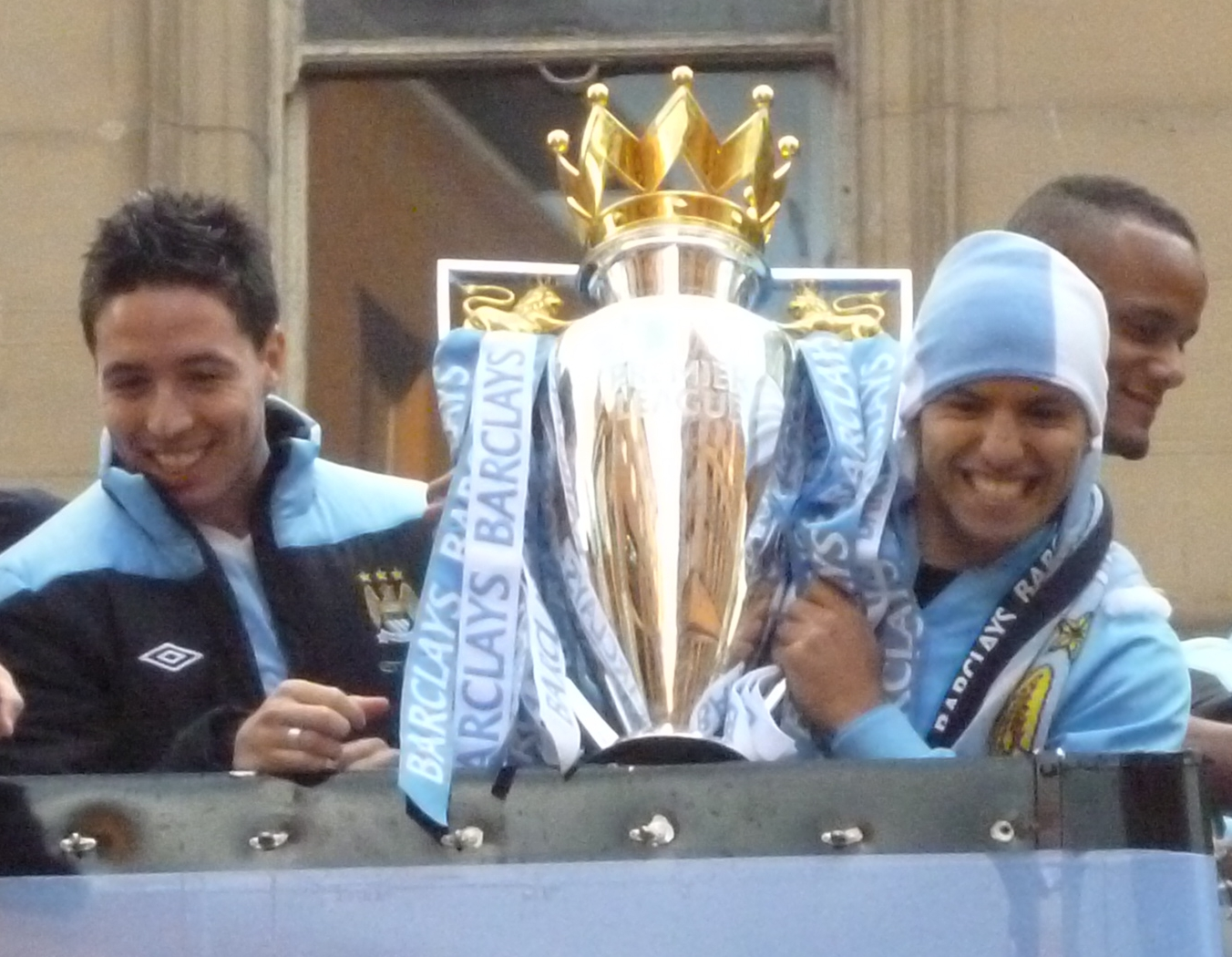
Tijdens de busreis door de stad na het kampioenschap: Nasri en Agüero laten de beker aan het publiek zien.

Met behulp van grote investeringen werd een ware wederopstanding van de club verzorgd. Deze werd op 13 mei 2012 bekroond met het winnen van de Premier League. In de laatste speelronde moest de ploeg van Roberto Mancini het in eigen huis opnemen tegen Queens Park Rangers en was een overwinning nodig om het kampioenschap te winnen. Het team stond tot de 92e minuut met 2-1 achter en zou met deze stand op het scorebord de landstitel over moeten laten aan de eeuwige rivaal Manchester United. Het onmogelijke lukte en City won toch nog door goals van Edin Džeko (92e minuut) en Sergio Agüero. 44 jaar na de landstitel van 1968 pakte de club hierdoor eindelijk weer eens het landskampioenschap.

#### Manuel Pellegrini
Nadat het in 2013 de titel aan de buren had moeten laten werd in 2014, onder leiding van Manuel Pellegrini, opnieuw de titel behaald. Ditmaal door op de laatste speeldag West Ham United te verslaan met 2-0. Daarnaast won het team dat seizoen ook de League Cup door Sunderland in de finale met 3-1 te verslaan.

#### Josep Guardiola
Onder leiding van voormalig Barcelona en Bayern München-trainer Josep Guardiola bouwde Manchester City verder aan een succesvolle en prijzen pakkende formatie. In zijn eerste seizoen, 2016/17, pakte de club nog geen prijs, maar wist de club wel een recordomzet van 473,4 miljoen pond te noteren.
Het seizoen 2017/18 verliep uitermate voorspoedig voor The Citizens. Zo bleef het team lange tijd ongeslagen en zette het meerdere records neer. Sergio Agüero maakte op 23 december 2017 tegen Bournemouth zijn honderdste doelpunt in het Etihad Stadium. Door de 4-0 overwinning zette de ploeg van Guardiola een record neer, want nooit eerder werden er meer dan honderd doelpunten (101) in één kalenderjaar gescoord. Pas op 14 januari 2018 leed Manchester City tegen het Liverpool van Jürgen Klopp haar eerste Premier League-nederlaag van dat seizoen. Liverpool won ook in de Champions League van City. Daarmee werden ze uitgeschakeld in de kwartfinales, nadat ze als groepswinnaar eindigen in een poule met Shakhtar Donetsk, Napoli en Feyenoord, terwijl het in de achtste finales afrekende met Basel (5-2 over twee wedstrijden).
De club kon op 7 april 2018 kampioen worden in de Manchester Derby tegen Manchester United. The Citizens kwamen op een 2-0 voorsprong door doelpunten van Vincent Kompany en İlkay Gündoğan, maar door doelpunten van Paul Pogba (2) en Chris Smalling moest het kampioenfeestje uitgesteld worden. Die werd een week later gevierd toen Manchester City won van Tottenham Hotspur en Manchester United verloor van West Bromich Albion. Dat werd de tweede prijs van het seizoen, nadat eerder dat seizoen al de League Cup werd gewonnen door een 3-0 winst op Arsenal in de finale. Na het behaalde landskampioenschap kreeg Leroy Sané nog een prijs: 'PFA Young Player Of The Year' voor beste jonge speler van het jaar in de Premier League. Ook werd de magische grens van 100 doelpunten in één Premier League-seizoen doorbroken, gescoord door oud-Manchester City-speler Pablo Zabaleta die toen voor tegenstander West Ham United speelde.
Een seizoen later wist Manchester City zelfs een nationale treble te winnen. Zo werd het eerste in de Premier League, met slechts een punt meer dan Liverpool, werd de FA Cup-finale met 6-0 gewonnen van Watford en won het de League Cup nadat het Chelsea na strafschoppen had verslagen.
In het door de coronapandemie onderbroken seizoen, 2019/20, moest Manchester City Liverpool wel voor laten in de competitie en eindigde het op ruime afstand als tweede. Wel werd dat seizoen de League Cup gewonnen doordat het met 1-2 won van Aston Villa.
Het succes onder Guardiola werd ook in de daaropvolgende seizoen voort gezet. Zo werd het team, onder andere bestaande uit Kevin De Bruyne, Bernardo Silva, Phil Foden, Rúben Dias, Rodri, Kyle Walker en Nathan Aké, in 2020/21 opnieuw kampioen en voegde het nog maar eens een League Cup toe aan de prijzenkast. Dat seizoen bereikte de club voor het eerst in haar bestaan de Champions League-finale, maar deze werd verloren van Chelsea. Ook in 2021/22 lukte het Manchester City niet de grote droom, het winnen van de Champions League te realiseren, maar werd het wel opnieuw gekroond tot kampioen van de Premier League.
Het seizoen 2022/23 ging de boeken in als het meest succesvolle seizoen in de clubgeschiedenis. Niet alleen werd het voor het derde jaar op rij kampioen van de Premier League, maar werd ook de FA Cup-finale gewonnen. De kroon op het werk moest toen nog volgen, want op 10 juni 2023 won Manchester City voor het eerst in haar bestaan de Champions League door Inter Milan met 1-0 te verslaan. Rodri tekende in de 68e minuut voor het winnende doelpunt. Hiermee werd Manchester City, na Manchester United, de tweede Engelse club die de treble wist te winnen.
In aanloop naar het nieuwe seizoen mocht het strijden om de UEFA Super Cup. De ploeg, met daarin onder andere Erling Haaland, Jack Grealish en Cole Palmer, trof hierin het Spaanse Sevilla. Na de reguliere speeltijd stond er een 1-1 stand op het scorebord, maar doordat er in de verlenging niet werd gescoord moesten er strafschoppen aan te pas komen om tot een beslissing te komen. Deze werden beter genomen door The Citizens, waardoor ze opnieuw een Europese prijs in ontvangst mochten nemen. Op 22 december 2023 wist Manchester City voor de eerste keer de FIFA Club World Cup te winnen door CONMEBOL Libertadores-winnaar Fluminense in de finale met 4–0 te verslaan.
In de tussentijd zette de ploeg weer goede resultaten neer in de nationale competitie. Hierin streed het met Arsenal tot het einde van het seizoen om de titel. Uiteindelijk was het Manchester City dat voor de vierde keer op rij de Premier League wist te winnen. Hiermee waren ze de eerste Engelse-club ooit die viermaal op rij kampioen werd op het hoogste niveau. Voormalig jeugdspeler Phil Foden werd dat seizoen verkozen tot 'Speler van het Jaar'.
Op 24 november 2024 in het seizoen 2024/25 verloor City met 0-4 van Tottenham Hotspur, wat het einde betekende van hun ongeslagen reeks van 52 wedstrijden thuis. Het was de eerste thuisnederlaag van de Citizens sinds november 2022, toen Brentford een verrassende overwinning behaalde op dezelfde locatie.

## Erelijst
| Internationaal                          |     |                                                            |
| FIFA Club World Cup                     | 1x  | 2023                                                       |
| UEFA Champions League                   | 1x  | 2023                                                       |
| European Cup Winners' Cup               | 1x  | 1970                                                       |
| UEFA Super Cup                          | 1x  | 2023                                                       |
| Nationaal                               |     |                                                            |
| First Division / Premier League         | 10x | 1937, 1968, 2012, 2014, 2018, 2019, 2021, 2022, 2023, 2024 |
| FA Cup                                  | 7x  | 1903, 1934, 1956, 1969, 2011, 2019, 2023                   |
| Football League Cup / EFL Cup           | 8x  | 1970, 1976, 2014, 2016, 2018, 2019, 2020, 2021             |
| FA Charity Shield / FA Community Shield | 7x  | 1937, 1968, 1972, 2012, 2018, 2019, 2024                   |

## Stadion

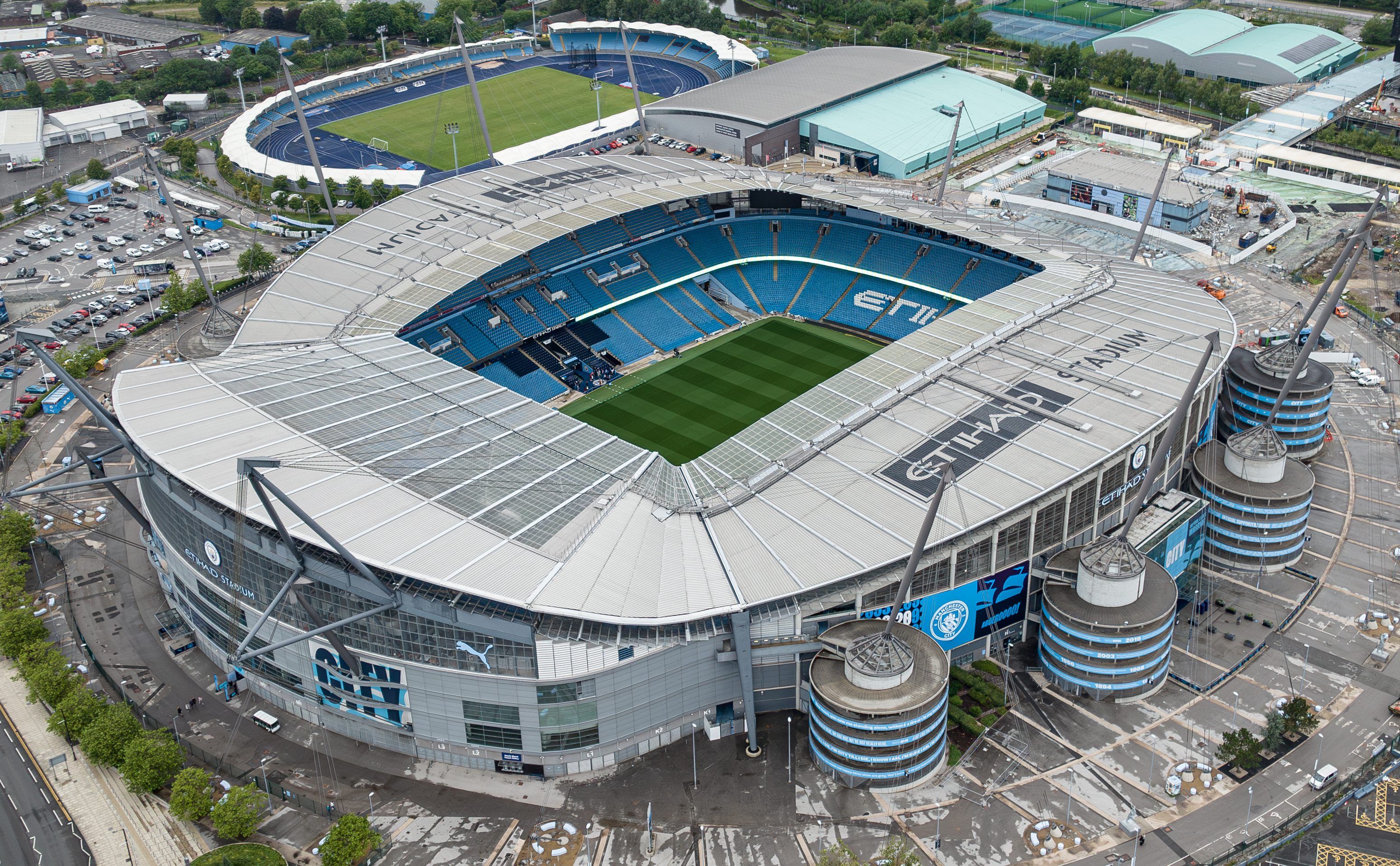
Etihad Stadium

Het Etihad Stadium is sinds 2003 de thuisbasis van Manchester City. Het biedt tegenwoordig plaats aan 55.000 toeschouwers, na een uitbreiding van de tribunes in 2015. De gemeenteraad van Manchester verhuurt het stadion voor 250 jaar aan Manchester City, in ruil voor hun oude stadion, Maine Road. Ook is afgesproken dat de club 50% van de opbrengst van de kaartverkoop voor 34.000 plaatsen (de capaciteit van Maine Road) aan de gemeente geeft.

## Sponsoren
| Periode   | Kledingsponsor | Shirtsponsor   | Mouwsponsor |
| --------- | -------------- | -------------- | ----------- |
| 1974–1982 | Umbro          | —              | —           |
| 1982–1984 | Umbro          | Saab           | —           |
| 1984–1987 | Umbro          | Philips        | —           |
| 1987–1997 | Umbro          | Brother        | —           |
| 1997–1999 | Kappa          | Brother        | —           |
| 1999–2002 | Le Coq Sportif | Eidos          | —           |
| 2002–2003 | Le Coq Sportif | First Advice   | —           |
| 2003–2004 | Reebok         | First Advice   | —           |
| 2004–2007 | Reebok         | Thomas Cook    | —           |
| 2007–2009 | Le Coq Sportif | Thomas Cook    | —           |
| 2009–2013 | Umbro          | Etihad Airways | —           |
| 2013–2017 | Nike           | Etihad Airways | —           |
| 2017–2019 | Nike           | Etihad Airways | Nexen Tire  |
| 2019–     | Puma           | Etihad Airways | Nexen Tire  |

## Eerste elftal

### Selectie
| Nr.           | Naam                | Sinds      | Contract   | Vorige club             |
| Doelmannen    | Doelmannen          | Doelmannen | Doelmannen | Doelmannen              |
| ------------- | ------------------- | ---------- | ---------- | ----------------------- |
| 1             | James Trafford      | 2025       | 2030       | Burnley                 |
| 13            | Marcus Bettinelli   | 2025       | 2026       | Chelsea                 |
| 18            | Stefan Ortega       | 2022       | 2026       | Arminia Bielefeld       |
| 31            | Ederson             | 2017       | 2026       | SL Benfica              |
| Verdedigers   |                     |            |            |                         |
| 3             | Rúben Dias          | 2020       | 2027       | Benfica                 |
| 5             | John Stones         | 2016       | 2026       | Everton                 |
| 6             | Nathan Aké          | 2020       | 2027       | Bournemouth             |
| 21            | Rayan Aït-Nouri     | 2025       | 2030       | Wolverhampton Wanderers |
| 24            | Joško Gvardiol      | 2023       | 2028       | Leipzig                 |
| 25            | Manuel Akanji       | 2022       | 2027       | Borussia Dortmund       |
| 45            | Abdukodir Khusanov  | 2025       | 2029       | Lens                    |
| 82            | Rico Lewis          | 2022       | 2028       |                         |
| 97            | Josh Wilson-Esbrand | 2023       | 2027       |                         |
| Middenvelders |                     |            |            |                         |
| 4             | Tijjani Reijnders   | 2025       | 2030       | AC Milan                |
| 8             | Mateo Kovačić       | 2023       | 2027       | Chelsea                 |
| 10            | Jack Grealish       | 2021       | 2027       | Aston Villa             |
| 11            | Jérémy Doku         | 2023       | 2028       | Stade Rennais           |
| 14            | Nico González       | 2025       | 2029       | Porto                   |
| 16            | Rodri               | 2019       | 2027       | Atlético Madrid         |
| 19            | İlkay Gündoğan      | 2024       | 2026       | Barcelona               |
| 20            | Bernardo Silva      | 2017       | 2026       | Monaco                  |
| 26            | Savinho             | 2024       | 2029       | Troyes                  |
| 27            | Matheus Nunes       | 2023       | 2028       | Wolverhampton Wanderers |
| 29            | Rayan Cherki        | 2025       | 2030       | Lyon                    |
| 30            | Claudio Echeverri   | 2024       | 2028       | River Plate             |
| 33            | Nico O'Reilly       | 2024       | 2028       |                         |
| 41            | Sverre Nypan        | 2025       | 2030       | Rosenborg               |
| 44            | Kalvin Phillips     | 2022       | 2028       | Leeds                   |
| 47            | Phil Foden          | 2017       | 2027       |                         |
| 52            | Oscar Bobb          | 2023       | 2029       |                         |
| 87            | James McAtee        | 2023       | 2026       |                         |
| Aanvallers    |                     |            |            |                         |
| 7             | Omar Marmoush       | 2025       | 2029       | Eintracht Frankfurt     |
| 9             | Erling Haaland      | 2022       | 2034       | Borussia Dortmund       |

Laatste update: 9 augustus 2025

### Staf
| Functie            | Naam              | Sinds | Contract | Vorige club         |
| ------------------ | ----------------- | ----- | -------- | ------------------- |
| Hoofdtrainer       | Pep Guardiola     | 2016  | 2027     | Bayern München      |
| Assistent-trainers | Pepijn Lijnders   | 2025  |          | Red Bull Salzburg   |
| Assistent-trainers | vacant            | 2025  |          |                     |
| Keeperstrainers    | Xabier Mancisidor | 2013  |          | Málaga              |
| Keeperstrainers    | Richard Wright    | 2018  |          | Manchester City –18 |

Laatste update: 11 juni 2025

## Overzichtslijsten

### Eindklasseringen vanaf 1946/47
- 1947 1e
Second Division
- 1948 10e
First Division
- 1949 7e
First Division
- 1950 21e
First Division
- 1951 2e
Second Division
- 1952 15e
First Division
- 1953 20e
First Division
- 1954 17e
First Division
- 1955 7e
First Division
- 1956 4e
First Division
- 1957 18e
First Division
- 1958 5e
First Division
- 1959 20e
First Division
- 1960 16e
First Division
- 1961 13e
First Division
- 1962 12e
First Division
- 1963 21e
First Division
- 1964 6e
Second Division
- 1965 11e
Second Division
- 1966 1e
Second Division
- 1967 15e
First Division
- 1968 1e
First Division
- 1969 13e
First Division
- 1970 10e
First Division
- 1971 11e
First Division
- 1972 4e
First Division
- 1973 11e
First Division
- 1974 14e
First Division
- 1975 8e
First Division
- 1976 8e
First Division
- 1977 2e
First Division
- 1978 4e
First Division
- 1979 15e
First Division
- 1980 17e
First Division
- 1981 12e
First Division
- 1982 10e
First Division
- 1983 20e
First Division
- 1984 4e
Second Division
- 1985 3e
Second Division
- 1986 15e
First Division
- 1987 21e
First Division
- 1988 9e
Second Division
- 1989 2e
Second Division
- 1990 14e
First Division
- 1991 5e
First Division
- 1992 5e
First Division
- 1993 9e
Premier League
- 1994 16e
Premier League
- 1995 17e
Premier League
- 1996 18e
Premier League
- 1997 14e
First Division
- 1998 22e
First Division
- 1999 3e
Second Division
- 2000 2e
First Division
- 2001 18e
Premier League
- 2002 1e
First Division
- 2003 9e
Premier League
- 2004 16e
Premier League
- 2005 8e
Premier League
- 2006 15e
Premier League
- 2007 14e
Premier League
- 2008 9e
Premier League
- 2009 10e
Premier League
- 2010 5e
Premier League
- 2011 3e
Premier League
- 2012 1e
Premier League
- 2013 2e
Premier League
- 2014 1e
Premier League
- 2015 2e
Premier League
- 2016 4e
Premier League
- 2017 3e
Premier League
- 2018 1e
Premier League
- 2019 1e
Premier League
- 2020 2e
Premier League
- 2021 1e
Premier League
- 2022 1e
Premier League
- 2023 1e
Premier League
- 2024 1e
Premier League
- 2025 3e
Premier League

- First Division
- Second Division
- Premier League

ⓘ In 1992 invoering van de Premier League en opheffing van de Fourth Division; in 2004 opheffing van de First, Second en Third Division.

### Seizoensresultaten
| 1992–1993 | 9  | 22 | Premier League  | 42 | 15 | 12 | 15 | 56–51  | 57  | 24.698 |
| 1993–1994 | 16 | 22 | Premier League  | 42 | 9  | 18 | 15 | 38–49  | 45  | 26.709 |
| 1994–1995 | 17 | 22 | Premier League  | 42 | 12 | 13 | 17 | 53–64  | 49  | 22.725 |
| 1995–1996 | 18 | 20 | Premier League  | 38 | 9  | 11 | 18 | 33–58  | 38  | 27.869 |
| 1996–1997 | 14 | 24 | First Division  | 46 | 17 | 10 | 19 | 59–60  | 61  | 26.753 |
| 1997–1998 | 22 | 24 | First Division  | 46 | 12 | 12 | 22 | 56–57  | 48  | 28.196 |
| 1998–1999 | 3  | 24 | Second Division | 46 | 22 | 16 | 8  | 69–33  | 82  | 28.261 |
| 1999–2000 | 2  | 24 | First Division  | 46 | 26 | 11 | 9  | 78–40  | 89  | 32.088 |
| 2000–2001 | 18 | 20 | Premier League  | 38 | 8  | 10 | 20 | 41–65  | 34  | 34.058 |
| 2001–2002 | 1  | 24 | First Division  | 46 | 31 | 6  | 9  | 108–52 | 99  | 33.061 |
| 2002–2003 | 9  | 20 | Premier League  | 38 | 15 | 6  | 17 | 47–54  | 51  | 34.565 |
| 2003–2004 | 16 | 20 | Premier League  | 38 | 9  | 14 | 15 | 55–54  | 41  | 46.834 |
| 2004–2005 | 8  | 20 | Premier League  | 38 | 13 | 13 | 12 | 47–39  | 52  | 45.192 |
| 2005–2006 | 15 | 20 | Premier League  | 38 | 13 | 4  | 21 | 43–48  | 43  | 42.856 |
| 2006–2007 | 14 | 20 | Premier League  | 38 | 11 | 9  | 18 | 29–44  | 42  | 39.997 |
| 2007–2008 | 9  | 20 | Premier League  | 38 | 15 | 10 | 13 | 45–53  | 55  | 42.126 |
| 2008–2009 | 10 | 20 | Premier League  | 38 | 15 | 5  | 18 | 58–50  | 50  | 42.899 |
| 2009–2010 | 5  | 20 | Premier League  | 38 | 18 | 13 | 7  | 73–45  | 67  | 45.513 |
| 2010–2011 | 3  | 20 | Premier League  | 38 | 21 | 8  | 9  | 60–33  | 71  | 45.905 |
| 2011–2012 |    | 20 | Premier League  | 38 | 28 | 5  | 5  | 93–29  | 89  | 47.045 |
| 2012–2013 | 2  | 20 | Premier League  | 38 | 23 | 9  | 6  | 66–34  | 78  | 46.974 |
| 2013–2014 |    | 20 | Premier League  | 38 | 27 | 5  | 6  | 102–37 | 86  | 47.075 |
| 2014–2015 | 2  | 20 | Premier League  | 38 | 24 | 7  | 7  | 83–38  | 79  | 45.365 |
| 2015–2016 | 4  | 20 | Premier League  | 38 | 19 | 9  | 10 | 71–41  | 66  | 54.029 |
| 2016–2017 | 3  | 20 | Premier League  | 38 | 23 | 9  | 6  | 80–39  | 78  | 54.019 |
| 2017–2018 |    | 20 | Premier League  | 38 | 32 | 4  | 2  | 106–27 | 100 | 54.070 |
| 2018–2019 |    | 20 | Premier League  | 38 | 32 | 2  | 4  | 95–23  | 98  | 54.108 |
| 2019–2020 | 2  | 20 | Premier League  | 38 | 26 | 3  | 9  | 102–35 | 81  | 37.097 |
| 2020–2021 |    | 20 | Premier League  | 38 | 27 | 5  | 6  | 83–32  | 86  | --     |
| 2021–2022 |    | 20 | Premier League  | 38 | 29 | 6  | 3  | 99–26  | 93  | 52.739 |
| 2022–2023 |    | 20 | Premier League  | 38 | 28 | 5  | 5  | 94–33  | 89  | 53.249 |
| 2023–2024 |    | 20 | Premier League  | 38 | 28 | 7  | 3  | 96–34  | 91  | 53.342 |

### In Europa
Manchester City FC speelt sinds 1968 in diverse Europese competities. Hieronder staan de competities en in welke seizoenen de club deelnam. De edities die Manchester City heeft gewonnen zijn dikgedrukt.
- Champions League (15x)

2011/12, 2012/13, 2013/14, 2014/15, 2015/16, 2016/17, 2017/18, 2018/19, 2019/20, 2020/21, 2021/22, 2022/23, 2023/24, 2024/25, 2025/26
- Europacup I (1x)

1968/69
- Europa League (2x)

2010/11, 2011/12
- Europacup II (2x)

1969/70, 1970/71
- UEFA Cup (6x)

1972/73, 1976/77, 1977/78, 1978/79, 2003/04, 2008/09
Bijzonderheden Europese competities:
| Bijzonderheid                 | Datum      | Tegenstander  | Uitslag | Plaats     | Naam          | Aantal |
| ----------------------------- | ---------- | ------------- | ------- | ---------- | ------------- | ------ |
| Hoogste overwinning           | 12-03-2019 | FC Schalke 04 | 7-0     | Manchester |               |        |
| Hoogste overwinning           | 14-03-2023 | RB Leipzig    | 7-0     | Manchester |               |        |
| Hoogste nederlaag             | 19-10-2016 | FC Barcelona  | 0-4     | Barcelona  |               |        |
| Speler met meeste wedstrijden | 15-08-2020 |               |         |            | David Silva   | 70     |
| Speler met meeste doelpunten  | 09-12-2020 |               |         |            | Sergio Agüero | 43     |

UEFA Club Ranking: 2 (07-07-2025)

## Records & Statistieken

### Inkomende transfers
| Nummer | Naam speler     | Van club            | Bedrag in miljoenen euro | Jaar |
| ------ | --------------- | ------------------- | ------------------------ | ---- |
| 1      | Jack Grealish   | Aston Villa         | ± € 117.500.000, -       | 2021 |
| 2      | Joško Gvardiol  | RB Leipzig          | ± € 90.000.000, -        | 2023 |
| 3      | Kevin De Bruyne | VfL Wolfsburg       | ± € 76.000.000, -        | 2015 |
| 4      | Omar Marmoush   | Eintracht Frankfurt | ± € 75.000.000, -        | 2025 |
| 5      | Rúben Dias      | Benfica             | ± € 71.600.000, -        | 2020 |
| 6      | Rodri           | Atlético Madrid     | ± € 70.000.000, -        | 2019 |
| 7      | Riyad Mahrez    | Leicester City      | ± € 67.800.000, -        | 2018 |
| 8      | João Cancelo    | Juventus            | ± € 65.000.000, -        | 2019 |
| 9      | Aymeric Laporte | Athletic Bilbao     | ± € 65.000.000, -        | 2018 |
| 10     | Raheem Sterling | Liverpool           | ± € 63.700.000, -        | 2015 |

### Uitgaande transfers
| Nummer | Naam speler           | Naar club       | Bedrag in miljoenen euro | Jaar |
| ------ | --------------------- | --------------- | ------------------------ | ---- |
| 1      | Julián Álvarez        | Atlético Madrid | ± €90.000.000, -         | 2024 |
| 2      | Raheem Sterling       | Chelsea         | ± €56.200.000, -         | 2022 |
| 3      | Ferran Torres         | FC Barcelona    | ± €55.000.000, -         | 2021 |
| 4      | Gabriel Jesus         | Arsenal         | ± €52.200.000, -         | 2022 |
| 5      | Leroy Sané            | Bayern München  | ± €49.000.000, -         | 2020 |
| 6      | Cole Palmer           | Chelsea         | ± €47.000.000, -         | 2023 |
| 7      | Danilo                | Juventus        | ± €37.000.000, -         | 2019 |
| 8      | Oleksandr Zintsjenko  | Arsenal         | ± €35.000.000, -         | 2022 |
| 9      | Riyad Mahrez          | Al-Ahli         | ± €35.000.000, -         | 2023 |
| 10     | Shaun Wright-Phillips | Chelsea FC      | ± €31.500.000, -         | 2005 |

## Bekende (oud-)Citizens

### Spelers
- Sergio Agüero
- Nathan Aké
- Mario Balotelli
- Paul Bosvelt
- Kevin De Bruyne
- João Cancelo
- Fernandinho
- Phil Foden
- Jack Grealish
- Ilkay Gündogan
- Erling Haaland
- Nigel de Jong
- Vincent Kompany
- Riyad Mahrez
- James Milner
- Cole Palmer
- Tijjani Reijnders
- Robinho
- Leroy Sané
- Bernardo Silva
- John Stones
- Carlos Tévez
- Kolo Touré
- Yaya Touré
- Kyle Walker
- Gerard Wiekens
- Rodrigo Hernández

### Trainers
- Sven-Göran Eriksson
- Josep Guardiola
- Mark Hughes
- Kevin Keegan
- Roberto Mancini
- Stuart Pearce
- Manuel Pellegrini